# Знак на победата
Знакът на победата се отбелязва с латинската буква „V“, която е и първата буква на думата и личното име Виктор (victor, на английски: victory) е символ на победа. Изобразява се с разперени във формата на буквата V показалец и среден пръст.
Този знак се използва още от Средновековието (особено по време на Стогодишната война), когато е било прието на пленените стрелци с лък да бъдат отсичани тези 2 пръста за подсигуряване, че тези пленници повече няма да стрелят с лък. След победа стрелците с лък вдигали високо показалеца и средния пръст, казвайки с това „Ето, ние победихме и си запазихме пръстите“.
По време на Втората световна война знакът V се популяризира особено от Уинстън Чърчил. Началната тема на 5-ата симфония на Бетховен (звучи като „та-та-та-тааа“), отговаряща по Морзовата азбука на буквата V (обозначавана с морзови точки и тирета като „...–“) е използвана по време на войната от ББС като разпознавателен, начален сигнал (jingle).